# Sweet but Psycho
Singles de Ava Max
Slippin'
(2018) Make Up
(2018)
Sweet but Psycho est une chanson de la chanteuse américaine Ava Max, sortie en single le 17 août 2018 par Atlantic Records. C'est le premier single de son premier album Heaven & Hell. Elle a été co-écrite par Ava Max, Madison Love et Cirkut, ce dernier ayant produit la chanson.

## Contexte et historique
Dans une interview pour le blogue musical américain Idolator Ava Max a déclaré : « Je pense que pour moi personnellement, j'ai beaucoup de points de vue. Je pense que tout le monde a beaucoup de points de vue, et il s'agit essentiellement d'une fille qui n'a pas peur de montrer tous ses côtés et ses dualités, et c'est une fille qui est mal comprise dans la relation, et on lui dit essentiellement qu'elle est psychopathe et qu'elle est folle de son esprit quand elle le ressent, mais en réalité, elle est une fille au franc-parler et elle exprime son opinion. Je suis dans la vraie vie ».

## Accueil

### Réception critique
Le critique Jon Ali du magazine Billboard a qualifié la chanson de « pop instantanément addictive ».

### Polémique
Une polémique naît fin 2018 concernant son single Sweet but Psycho (littéralement en français : « Mignonne/douce mais psychopathe »). Sont mis en cause l'assimilation de la violence à la maladie mentale, deux choses différentes mais présentées comme identiques dans ce morceau, un stéréotype qui contribue à renforcer la mauvaise image qu'ont d'eux-même des malades mentaux, pouvant ainsi contribuer à les pousser au suicide, d'après des associations anglo-saxonnes liées à la protection des malades mentaux ou à la prévention du suicide. Une de ces associations, See Change Ireland, demande aux médias irlandais de bannir ce morceau de leurs listes de diffusion. En réponse à la critique, Ava Max a déclaré dans une interview de 2019 pour le magazine Vanity Fair que la chanson parle de plusieurs expériences de détournement cognitif avec des hommes. Elle a défendu l'utilisation du terme « psycho », affirmant que le mot avait « un sens plus profond » et qu'elle voulait que le clip vidéo lié à la maladie mentale soit une expérience théâtrale pour tout le monde.

## Clip vidéo
Le vidéoclip a été réalisé par le réalisateur américano-bengali Shomi Patwary et publié le 27 août 2018.
En France, le clip est diffusé avec une signalétique « Déconseillé aux moins de 10 ans » sur MCM, MCM Top et Virgin Radio TV. Sur les chaînes MTV et MTV Hits certaines scènes sont censurées et remplacées par d'autres, qui sont visibles dans la vidéo tandis que sur CStar le clip a une durée d'environ 2 minutes et est coupé au pont de la chanson.
Lorsque le clip commence on peut apercevoir le petit ami d'Ava et une fille qui s'embrassent sous la pluie tandis que la chanteuse est à côté en train de les observer cachée par un parapluie puis s'en va. Dans la scène suivante elle est assise dans un fauteuil vêtue d'une robe de mariée toute en larmes, puis fait un texto à son mec pour dîner le soir et faire quelque chose après. Après le dîner elle lui réserve une surprise en le torturant de suite.
Ava finit par mettre le feu à son petit ami pour étancher sa soif de vengeance.

## Prestations en public
Ava Max a interprété Sweet but Psycho en direct lors de l'épisode de The Late Late Show avec James Corden le 23 janvier 2019 ; c'était la première représentation de la chanson pour la télévision américaine. Le 25 janvier de la même année, elle interprète la chanson à l'émission matinale américaine Today Show.

## Classements et certifications

### Classements hebdomadaires
| Classements (2018–19)                   | Meilleure position |
| --------------------------------------- | ------------------ |
| Allemagne (Media Control AG)            | 1                  |
| Argentine Anglo (Monitor Latino)        | 15                 |
| Australie (ARIA)                        | 2                  |
| Autriche (Ö3 Austria Top 40)            | 1                  |
| Belgique (Flandre Ultratop 50 Singles)  | 1                  |
| Belgique (Wallonie Ultratop 50 Singles) | 1                  |
| Brésil (Top 10 Pop Internacional)       | 9                  |
| Bolivie (Monitor Latino)                | 2                  |
| Bulgarie (PROPHON)                      | 4                  |
| Canada (Hot 100)                        | 11                 |
| Canada (Adult Contemporary)             | 33                 |
| Canada (CHR/Top 40)                     | 3                  |
| Canada (Hot AC)                         | 8                  |
| Chili Anglo (Monitor Latino)            | 8                  |
| Chine Airplay/FL (Billboard)            | 12                 |
| Colombie (National-Report)              | 92                 |
| Croatie (HRT)                           | 1                  |
| Danemark (Tracklisten)                  | 1                  |
| Écosse (OCC)                            | 1                  |
| Espagne (PROMUSICAE)                    | 23                 |
| Estonie (Eesti Tipp-40)                 | 1                  |
| États-Unis (Hot 100)                    | 10                 |
| États-Unis (Adult Contemporary)         | 17                 |
| États-Unis (Adult Pop Songs)            | 2                  |
| États-Unis (Dance Club Songs)           | 1                  |
| États-Unis (Dance/Mix Show Airplay)     | 4                  |
| États-Unis (Pop Airplay)                | 3                  |
| États-Unis (Rolling Stone Top 100)      | 43                 |
| Europe (Euro Digital Songs)             | 1                  |
| Finlande (Suomen virallinen lista)      | 1                  |
| France (SNEP)                           | 8                  |
| France (SNEP Ventes)                    | 6                  |
| Grèce (IFPI)                            | 12                 |
| Hongrie (Rádiós Top 40)                 | 1                  |
| Hongrie (Dance Top 40)                  | 1                  |
| Hongrie (Single Top 40)                 | 1                  |
| Hongrie (Stream Top 40)                 | 1                  |
| Irlande (IRMA)                          | 1                  |
| Islande (Plötutíðindi)                  | 1                  |
| Italie (FIMI)                           | 3                  |
| Japon Hot Overseas (Billboard)          | 19                 |
| Lettonie (LAIPA)                        | 4                  |
| Lettonie (Latvijas Top 40)              | 1                  |
| Lituanie (AGATA)                        | 5                  |
| Luxembourg Digital Songs (Billboard)    | 2                  |
| Malaisie (RIM)                          | 7                  |
| Mexique (Mexico Inglés Airplay)         | 2                  |
| Norvège (VG-lista)                      | 1                  |
| Nouvelle-Zélande (RMNZ)                 | 1                  |
| Pays-Bas (Nederlandse Top 40)           | 1                  |
| Pays-Bas (Single Top 100)               | 4                  |
| Pologne (ZPAV)                          | 2                  |
| Porto Rico (Monitor Latino)             | 12                 |
| Portugal (AFP)                          | 27                 |
| Roumanie (Airplay 100)                  | 2                  |
| Royaume-Uni (UK Singles Chart)          | 1                  |
| Russie (Tophit Radio Top 100)           | 4                  |
| Singapour (RIAS)                        | 7                  |
| Slovaquie (IFPI Singles Digitál)        | 3                  |
| Slovénie (SloTop50)                     | 1                  |
| Suède (Sverigetopplistan)               | 1                  |
| Suisse (Schweizer Hitparade)            | 1                  |
| Tchéquie (IFPI Singles Digitál)         | 1                  |
| Ukraine (Tophit Radio Top 100)          | 1                  |
| Venezuela Anglo (Monitor Latino)        | 4                  |

### Certifications
| Pays                                                                       | Certification | Seuil                          |
| -------------------------------------------------------------------------- | ------------- | ------------------------------ |
| France (SNEP)                                                              | Diamant       | 50 000 000 équivalent streams‡ |
| États-Unis (RIAA)                                                          | Platine       | 4 000 000‡                     |
| xNon précisé par la certification ‡ventes/streaming selon la certification |               |                                |